# Coleobothrus
Coleobothrus är ett släkte av skalbaggar. Coleobothrus ingår i familjen vivlar.
Kladogram enligt Catalogue of Life:
| Coleobothrus | \| \| Coleobothrus alluaudi \| \| \| \| \| \| Coleobothrus annulicollis \| \| \| \| \| \| Coleobothrus flavicollis \| \| \| \| \| \| Coleobothrus germeauxi \| \| \| \| \| \| Coleobothrus jandiacus \| \| \| \| \| \| Coleobothrus luridus \| \| \| \| |
|              | \| \| Coleobothrus alluaudi \| \| \| \| \| \| Coleobothrus annulicollis \| \| \| \| \| \| Coleobothrus flavicollis \| \| \| \| \| \| Coleobothrus germeauxi \| \| \| \| \| \| Coleobothrus jandiacus \| \| \| \| \| \| Coleobothrus luridus \| \| \| \| |
|              | Coleobothrus alluaudi |
|              | |
|              | Coleobothrus annulicollis |
|              | |
|              | Coleobothrus flavicollis |
|              | |
|              | Coleobothrus germeauxi |
|              | |
|              | Coleobothrus jandiacus |
|              | |
|              | Coleobothrus luridus |
|              | |